# فرانك بينيت (مغني)
فرانك بينيت (بالإنجليزية: Frank Bennett)‏ هو مغني وكاتب أغاني أسترالي، ولد في 20 يونيو 1959 في سيدني في أستراليا.

## وصلات خارجية
- الموقع الرسمي
- فرانك بينيت على موقع IMDb (الإنجليزية)
- فرانك بينيت على موقع ميوزك برينز (الإنجليزية)
- فرانك بينيت على موقع أول ميوزيك (الإنجليزية)
- فرانك بينيت على موقع ديسكوغز (الإنجليزية)